# El Huecú
El Huecú è una città dell'Argentina, capoluogo del dipartimento di Ñorquín nella provincia di Neuquén.